# Rio (Lübeck)

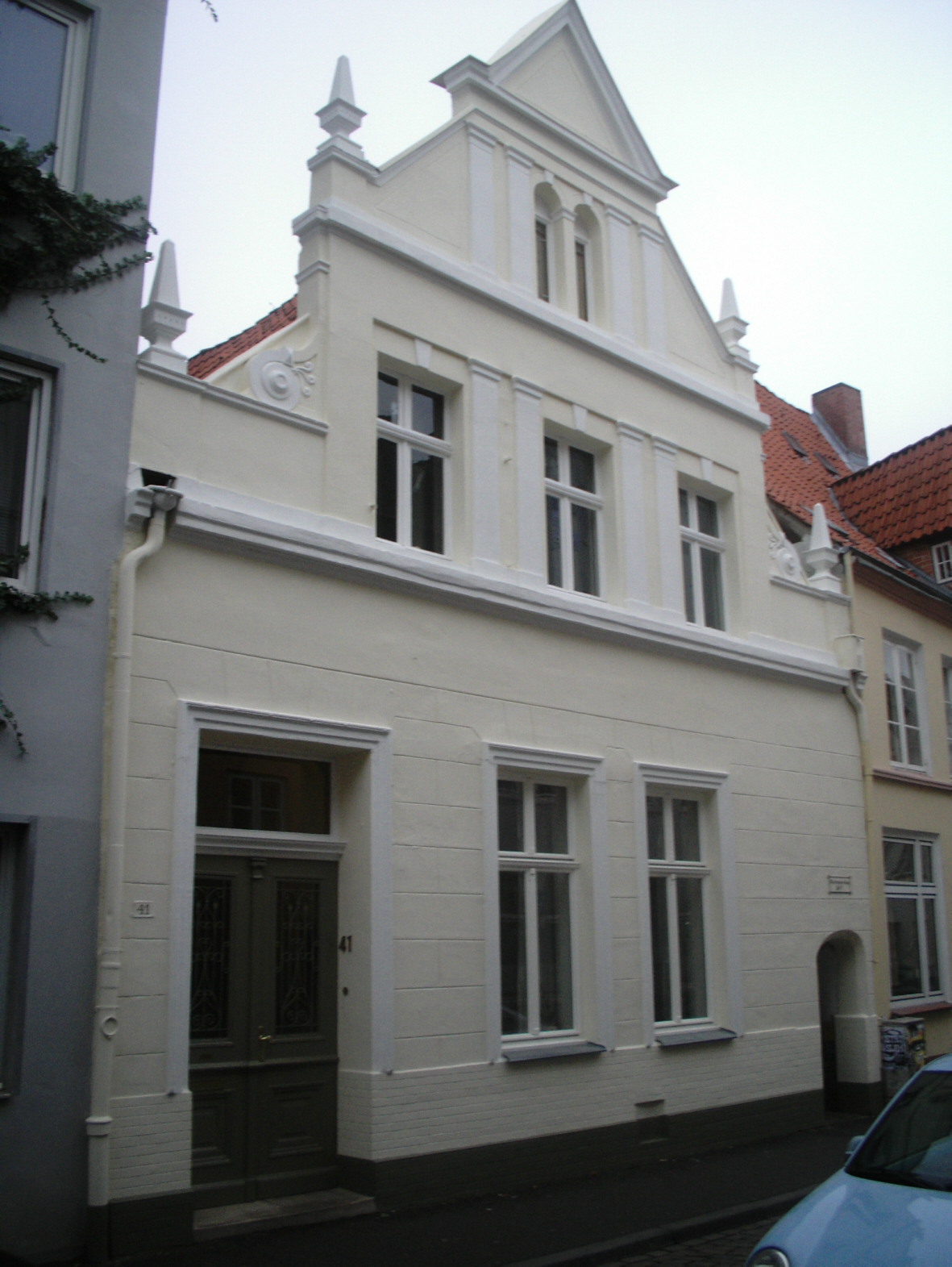
Das ehemalige Kino Rio heute

Das Rio war ein Lübecker Kino.

## Roxy
Bereits im Juli 1948 war ein Bauantrag gestellt worden, um aus dem Saal des Ballhauses Harmonie in der Hundestraße 41 ein Lichtspieltheater zu machen. Der Umbau des historischen Giebelhauses erwies sich jedoch als sehr problematisch, die begonnenen Arbeiten wurden wieder eingestellt. Im November 1949 nahm der Hannoveraner Fritz Zimmermann den Umbau wieder auf, aber die Arbeiten zogen sich erneut in die Länge. Erst im Frühjahr 1951 war das 192-Plätze-Kino, das den Namen Roxy erhielt, fertiggestellt.
Am 6. April teilte Zimmermann in der Lübecker Freien Presse mit, dass er vorwiegend Western zu zeigen gedachte; da aber dieses Filmgenre bereits durch andere Lübecker Kinos abgedeckt wurde, suchte er nach einer erfolgversprechenden Marktnische. Zwar wurde zur Eröffnung am 25. Juli der Operettenfilm Der Zigeunerbaron von 1935 gezeigt, danach jedoch spezialisierte Zimmermann sich auf die Vorführung von Filmen, die nach den Maßstäben der 1950er Jahre als erotisch und verrucht galten, ohne rechtlich zweifelhaft zu sein, wobei oftmals der Ruf des Kinos half, das Stammpublikum für an sich unspektakuläre Filme zu gewinnen. Gelegentlich ließ Zimmermann als Begleitprogramm sogenannte Schönheitstänzerinnen auftreten. In den Spätvorstellungen hingegen wurden ausschließlich Western, Krimis und ähnliche Filme gezeigt.

## Rio
Im Sommer 1956 übernahmen Bruno Wieland und seine Ehefrau das Kino und änderten den Namen in Rio. Das Programmkonzept wurde für die folgenden 14 Jahre beibehalten. Nach dem Tod seiner Frau gegen Ende des Jahres 1970 wollte Wieland das Kino schließen, musste es jedoch noch ein Jahr weiterführen, da er aus dem Mietvertrag entstehende Verpflichtungen zu erfüllen hatte. Da sich mittlerweile die Hundestraße zu einem bevorzugten Wohngebiet von Gastarbeitern entwickelt hatte, zeigte Wieland in diesem letzten Jahr Filme aus den entsprechenden Ländern in Originalfassungen. Ende 1971 wurde das Rio geschlossen.